# إلكتروهاوس
إلكتروهاوس (بالإنجليزية: Electro house)‏ هو صنف من موسيقى إلكترونية راقصة ذات إيقاع عالي..